# Collegio uninominale Lombardia 1 - 07 (2020)
Il collegio elettorale uninominale Lombardia 1 - 07 è un collegio elettorale uninominale della Repubblica Italiana per l'elezione della Camera dei deputati.

## Territorio
Come previsto dalla legge n. 51 del 27 maggio 2019, il collegio è stato definito tramite decreto legislativo all'interno della circoscrizione Lombardia 1.
È formato da parte del territorio del comune di Milano: quartieri Trenno, Gallaratese, QT8, Villapizzone, Greco, Niguarda - Cà Granda, Bicocca, Viale Monza, Adriano, Parco Lambro - Cimiano, Padova, Loreto, Città Studi, Lambrate, Maggiore - Musocco, Cascina Triulza - Expo, Sacco, Stephenson, Quarto Oggiaro, Bovisa, Dergano, Affori, Bovisasca, Comasina, Bruzzano e Parco Nord.
Il collegio è parte del collegio plurinominale Lombardia 1 - 01.

## Eletti
| Elezione | Elezione | Deputato      | Partito            |
| -------- | -------- | ------------- | ------------------ |
|          | 2022     | Bruno Tabacci | Centro Democratico |

## Dati elettorali

### XVIII legislatura
Come previsto dalla legge elettorale, 147 deputati sono eletti con sistema a maggioranza relativa in altrettanti collegi uninominali a turno unico.
| Candidati                                 | Candidati               | Voti    | %     | Liste                          | Voti    | %     |
| ----------------------------------------- | ----------------------- | ------- | ----- | ------------------------------ | ------- | ----- |
|                                           | Bruno Tabacci ✔️ Eletto | 79 229  | 38,41 | Partito Democratico-IDP        | 52 547  | 25,48 |
| Alleanza Verdi e Sinistra                 | Bruno Tabacci ✔️ Eletto | 79 229  | 38,41 | 14 669                         | 7,11    |       |
| +Europa                                   | Bruno Tabacci ✔️ Eletto | 79 229  | 38,41 | 10 771                         | 5,22    |       |
| Impegno Civico - Centro Democratico       | Bruno Tabacci ✔️ Eletto | 79 229  | 38,41 | 1 242                          | 0,60    |       |
|                                           | Andrea Mandelli         | 73 038  | 35,41 | Fratelli d'Italia              | 43 797  | 21,23 |
| Lega per Salvini Premier                  | Andrea Mandelli         | 73 038  | 35,41 | 15 162                         | 7,35    |       |
| Forza Italia                              | Andrea Mandelli         | 73 038  | 35,41 | 11 782                         | 5,71    |       |
| Noi moderati/Lupi - Toti - Brugnaro - UDC | Andrea Mandelli         | 73 038  | 35,41 | 2 297                          | 1,11    |       |
|                                           | Filippo Campiotti       | 23 619  | 11,45 | Azione - Italia Viva - Calenda | 23 619  | 11,45 |
|                                           | Denis Nunga Lodi        | 19 211  | 9,31  | Movimento 5 Stelle             | 19 211  | 9,31  |
|                                           | Giuseppina Vercesi      | 3 622   | 1,76  | Unione Popolare                | 3 622   | 1,76  |
|                                           | Francesca Gentile       | 3 545   | 1,72  | Italexit                       | 3 545   | 1,72  |
|                                           | Alessandro Pascale      | 2 668   | 1,29  | Italia Sovrana e Popolare      | 2 668   | 1,29  |
|                                           | Sofia Simonetti         | 1 146   | 0,56  | Vita                           | 1 146   | 0,56  |
|                                           | Daniela Reho            | 183     | 0,09  | Noi di Centro – Europeisti     | 183     | 0,09  |
| Totale                                    | Totale                  | 206 261 | 100   |                                | 206 261 | 100   |
|                                           |                         |         |       |                                |         |       |
| Schede bianche                            | Schede bianche          | 1 576   | 0,75  |                                |         |       |
| Schede nulle                              | Schede nulle            | 3 353   | 1,59  |                                |         |       |
| Votanti                                   | Votanti                 | 211 190 | 66,63 |                                |         |       |
| Elettori                                  | Elettori                | 316 983 |       |                                |         |       |